# Station Vleuten
Station Vleuten is een spoorwegstation in Vleuten, een woonplaats behorend tot de gemeente Utrecht. Dit station ligt aan de spoorlijn van Utrecht naar Woerden en verder. In Woerden splitst deze lijn zich in een tak naar Leiden en een tak naar Gouda. In Gouda splitst de lijn zich opnieuw, namelijk in een tak naar Den Haag en een naar Rotterdam. Station Vleuten ligt ruim 7 km ten westen van station Utrecht Centraal. Tussen deze twee stations liggen de stations Utrecht Leidsche Rijn en Utrecht Terwijde op ongeveer 4 km en 2 km afstand van Vleuten. Tussen Vleuten en het circa 9 km westelijker gelegen Woerden zijn geen treinstations.
Station Vleuten wordt bediend door stoptreinen, door de Nederlandse Spoorwegen aangeduid met de term sprinters. Het traject Utrecht-Woerden is viersporig. Op de binnenste sporen rijden de intercity's naar en van Leiden, Den Haag en Rotterdam en op de buitenste sporen de sprinters. Station Vleuten heeft alleen perrons aan de beide buitenste sporen. Sinds 2013 stoppen in Vleuten op werkdagen overdag (tot ongeveer 20:00 uur) vier treinen per uur in elk van beide richtingen. Op andere tijden zijn dit er minimaal twee.
Eind 2017 werd tussen Utrecht en Vleuten een nieuwe spoorbrug over het Amsterdam-Rijnkanaal naast de bestaande spoorbrug bijgeplaatst. In 2018 werden twee sporen over de nieuwe brug gelegd en is het traject tussen station Utrecht Centraal en het bruggenpaar viersporig gemaakt. Sindsdien is de hele lijn Utrecht - Woerden viersporig.

## Geschiedenis

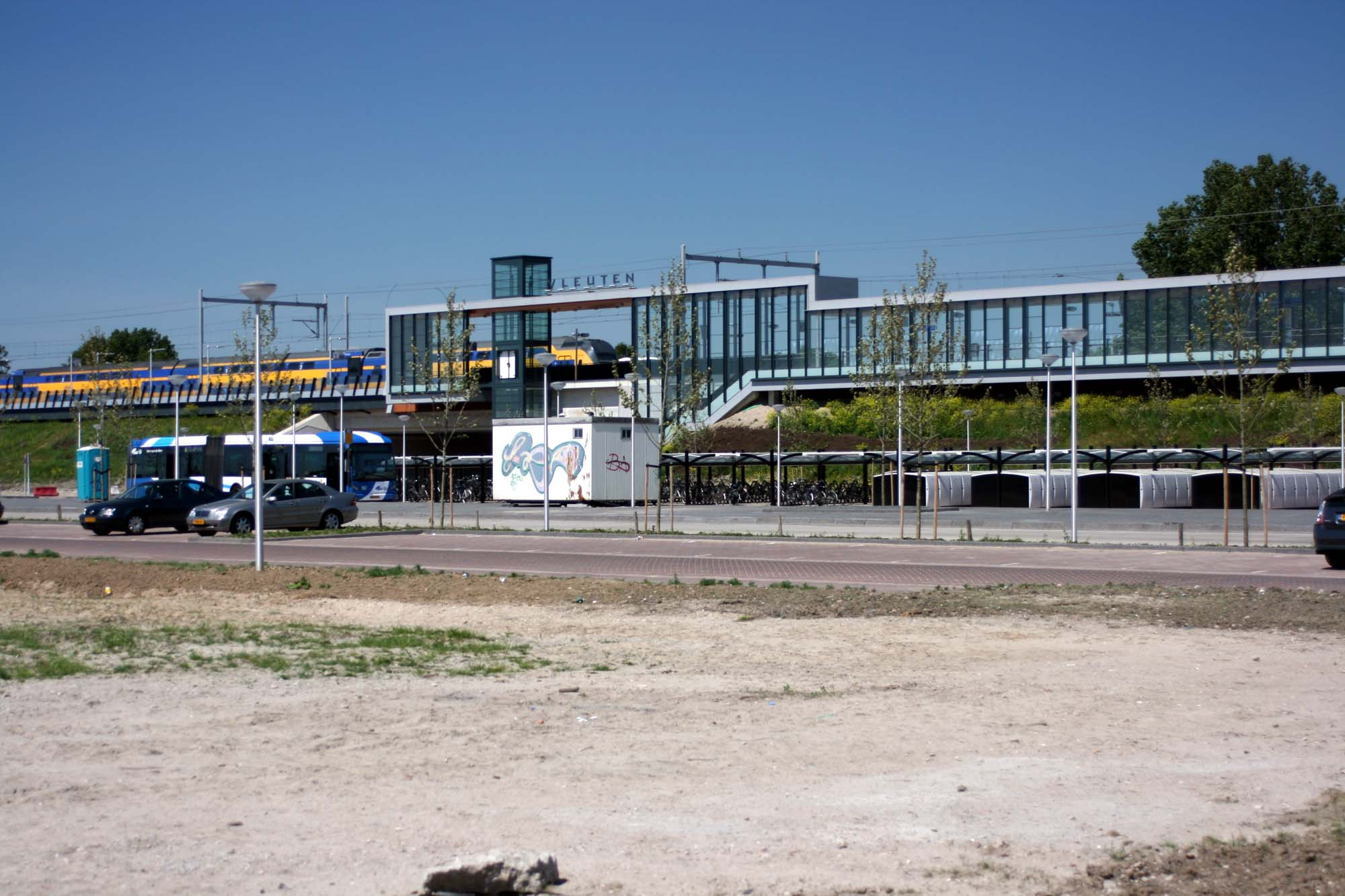
Station Vleuten sinds 2007

Het eerste stationsgebouw van Vleuten, dat werd geopend in 1881, lag aan de zuidzijde van de spoorlijn. In 1922 verrees aan de noordzijde, de dorpszijde, van de spoorlijn een nieuw stationsgebouw. Dit gebouw, waarin een pizzeria is gevestigd, staat op de lijst van gemeentelijke monumenten van de gemeente Utrecht.
In het kader van de grote stadsuitbreiding van Utrecht naar het westen vanaf het midden van de jaren 1990 werd de spoorbaan tussen Utrecht en Vleuten verhoogd en met twee sporen uitgebreid. Een gevolg hiervan was dat het bestaande station van Vleuten moest worden verplaatst. Het op 5 november 2007 geopende huidige station Vleuten ligt ongeveer 300 meter westelijker dan het oude.
Tot omstreeks 1970 beschikte Vleuten over een laad- en losspoor waarop onder andere steenkool werd overgeslagen.

## Verbindingen

### Trein
In de dienstregeling 2025 wordt station Vleuten door de volgende treinseries bediend:
| Serie | Treinsoort    | Route                                                                                    | Bijzonderheden |
| ----- | ------------- | ---------------------------------------------------------------------------------------- | --- |
| 6000  | Sprinter (NS) | Den Haag Centraal – Gouda – Vleuten – Utrecht Centraal – Geldermalsen – 's-Hertogenbosch | Rijdt alleen na 18:00 uur en van vrijdag t/m zondag. |
| 6900  | Sprinter (NS) | Den Haag Centraal – Gouda – Vleuten – Utrecht Centraal – Geldermalsen – Tiel             | Rijdt alleen van maandag t/m donderdag tot 18:00 uur. |
| 8900  | Sprinter (NS) | (Leiden Centraal – Alphen a/d Rijn – )Woerden – Vleuten – Utrecht Centraal               | Rijdt niet in het weekend en na 20.00 uur. Rijdt alleen van maandag t/m vrijdag in de spitsuren van/naar Leiden Centraal en vormt dan tussen Leiden Centraal en Woerden een kwartierdienst met serie 8800. |

De series 6900 en 8900 rijden elk twee keer per uur in beide richtingen. De serie 6000, die ook 's avonds en in het weekend rijdt, is ooit in de plaats gekomen van de vroegere treindienst Utrecht - Leiden. De huidige treindienst Utrecht - Leiden slaat tussen Utrecht Centraal en Woerden de tussengelegen stations over; daarna stopt deze op alle tussengelegen stations.

### Bus
Bij station Vleuten kan worden overgestapt op de volgende buslijnen van U-OV:
| Lijn | Route | Soort     |
| ---- | --- | --------- |
| 11   | Vleuten Station - Leidsche Rijn - Zuilen - Overvecht | Stadsbus  |
| 28   | Station Vleuten - Vleuterweide Centrum - De Meern - Parkwijk - Station Utrecht Leidsche Rijn - Vleutenseweg - Station Utrecht Centraal - Binnenstad - Biltstraat - Rijnsweerd - Science Park          | U-link    |
| 29   | Station Vleuten - Vleuterweide West - De Meern - Papendorp - Kanaleneiland - Station Vaartsche Rijn - Rijnsweerd - Science Park - De Bilt - Bilthoven                                                 | Stadsbus  |
| 111  | Station Vleuten - Haarzuilens Kasteel de Haar | Streekbus |
| 127  | Station Vleuten - Haarzuilens - Kockengen Roerdomp | Streekbus |
| 128  | Station Vleuten - Station Maarssen | Streekbus |
| 428  | Oorsprongpark → Binnenstad → Station Utrecht Centraal → Vleutenseweg → Station Utrecht Leidsche Rijn → Parkwijk → De Meern → Vleuterweide Centrum → Station Vleuten → Station Maarssen → Planetenbaan | Nachtbus  |

## Foto's

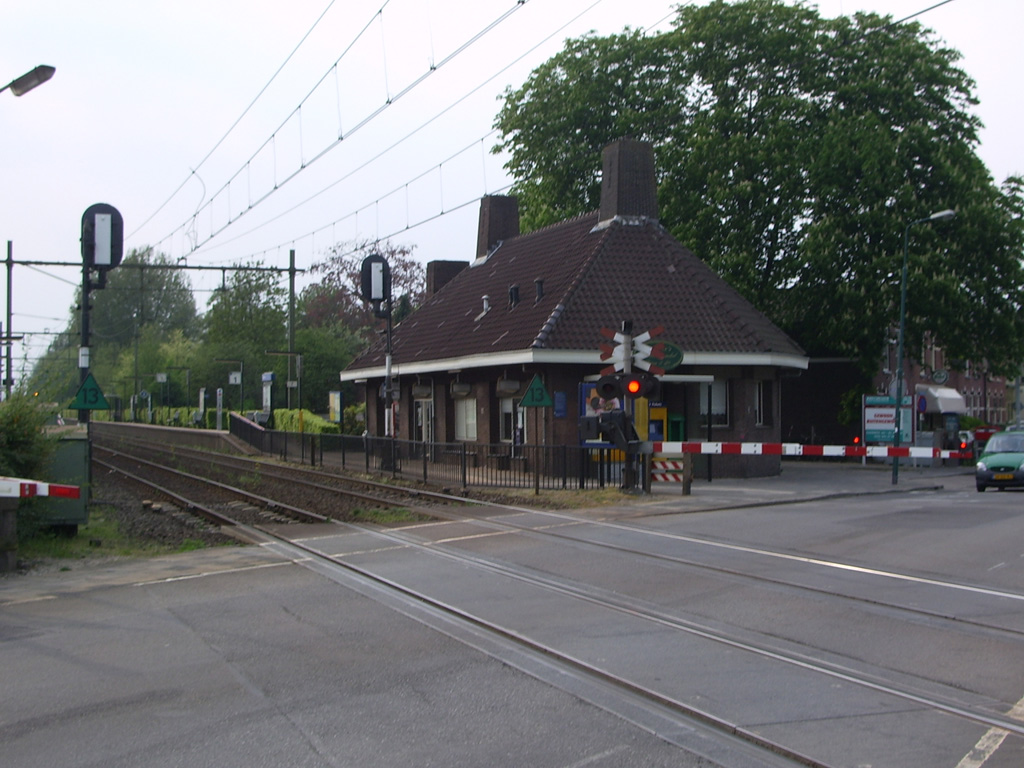
Station Vleuten tot november 2007
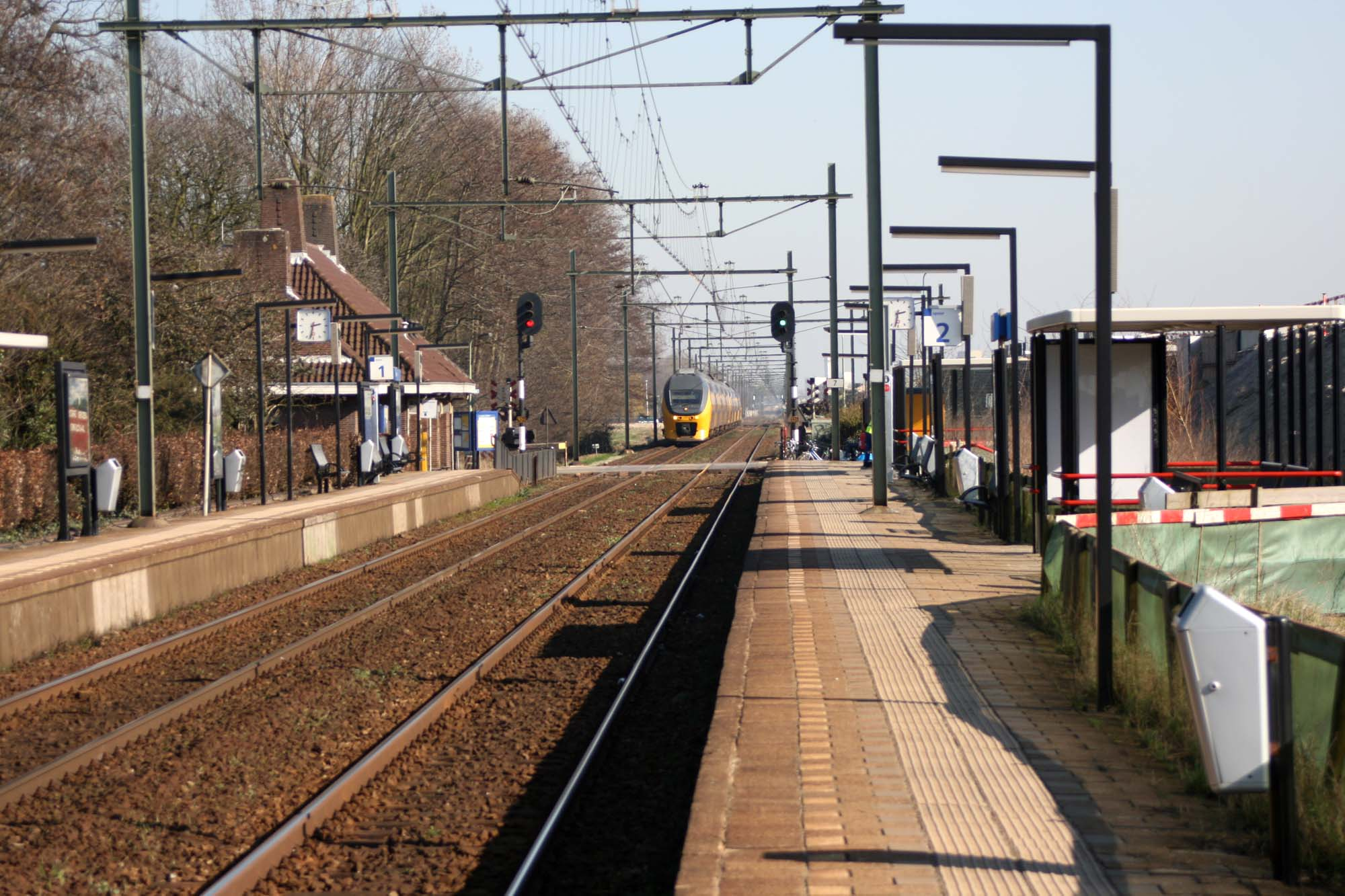
Station Vleuten tot november 2007
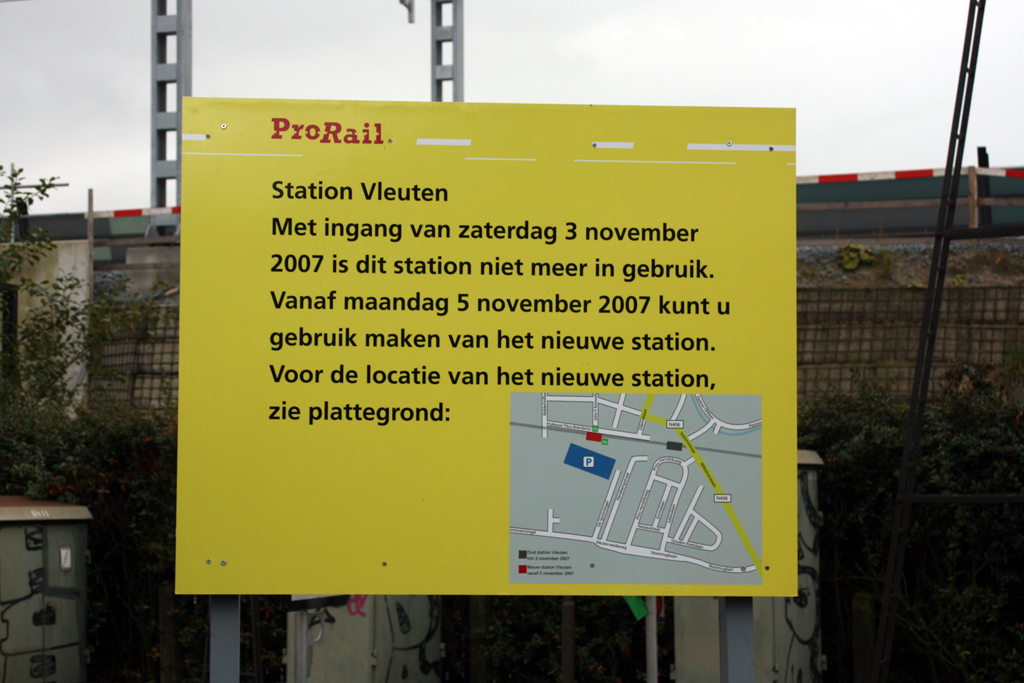
Bericht tijdens de verhuizing in het weekend van 3 en 4 november 2007.
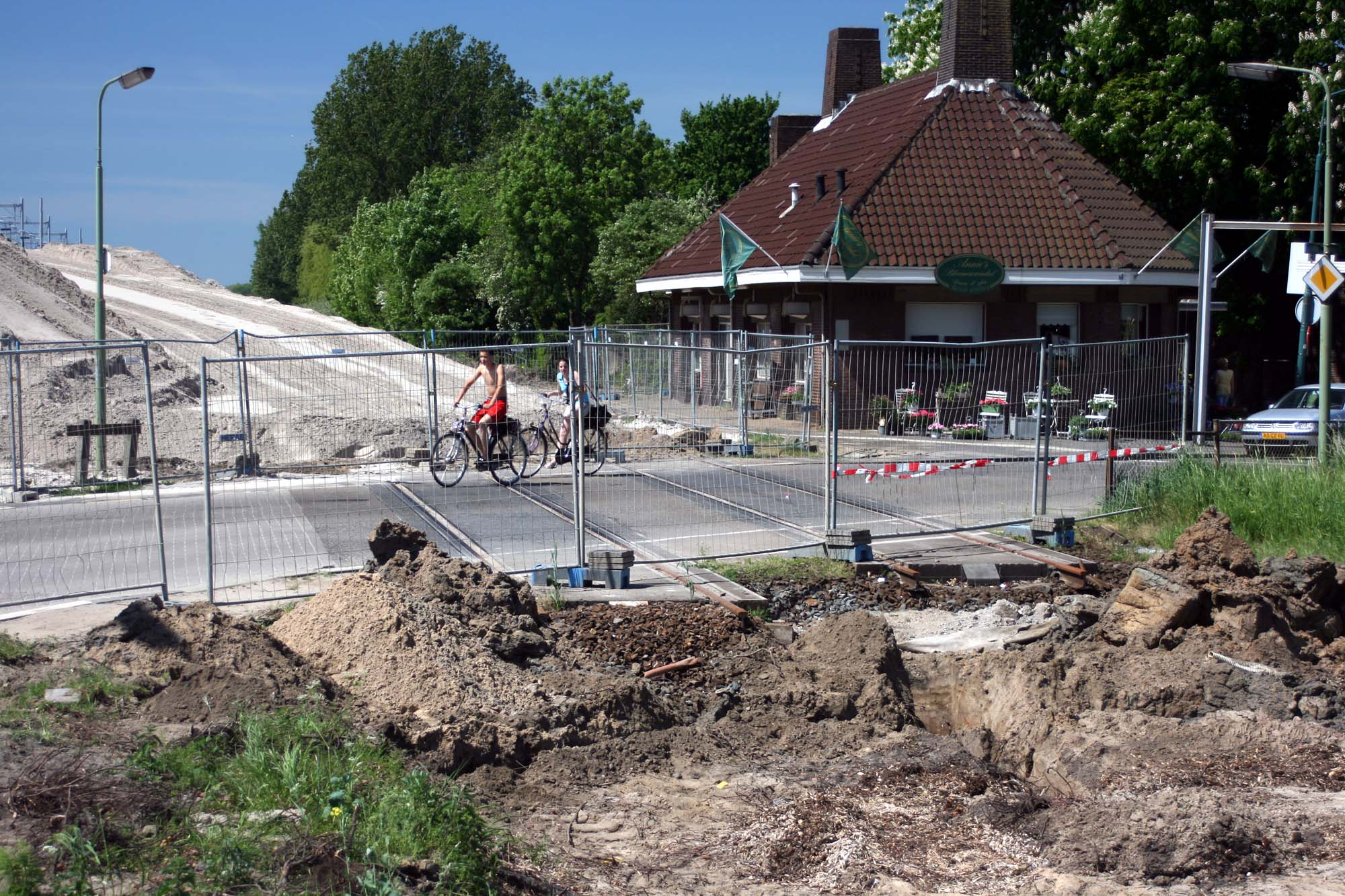
Het oude station is ontmanteld, maar het gebouw blijft behouden (mei 2008).
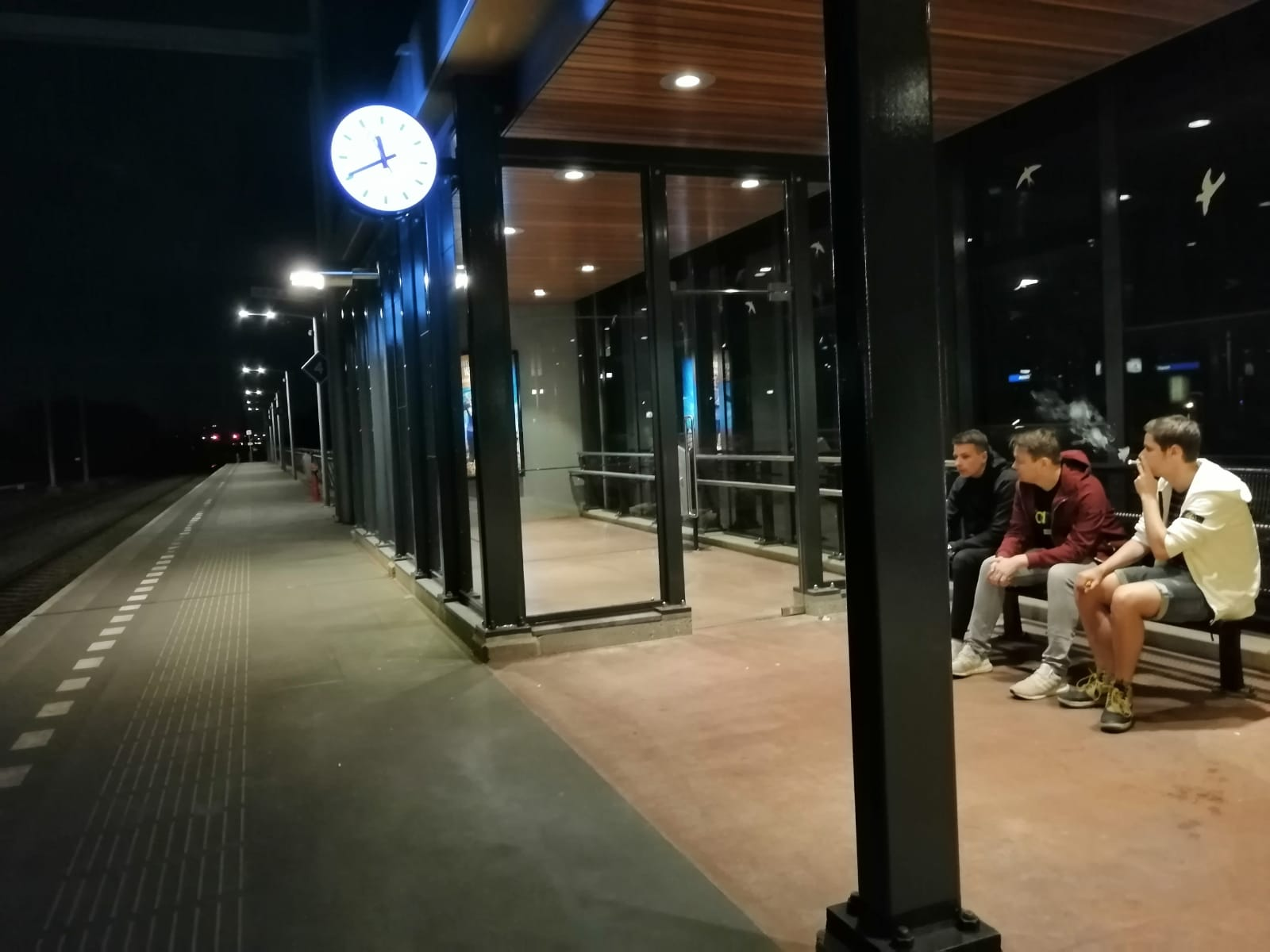
De gesloten wachtruimte van Station Vleuten, geopend op 5 november 2007.

## Ontwikkeling aantal reizigers
Het aantal door NS vervoerde reizigers (per gemiddelde werkdag) ontwikkelde zich sedert 2019 als volgt:
| Jaar | Aantal reizigers |
| ---- | ---------------- |
| 2019 | 4.744            |
| 2020 | 2.125            |
| 2021 | 2.205            |
| 2022 | 3.311            |
| 2023 | 4.058            |
| 2024 | 4.117            |

## Trivia
Naar verluidt liet in de jaren 1930, toen station Vleuten wegens onvoldoende reizigers dreigde te worden gesloten, burgemeester Verder een aantal werklozen uit zijn gemeente de hele dag tussen Vleuten en Utrecht heen en weer reizen om deze sluiting te voorkomen.
0: Utrecht Centraal ·
3: Utrecht Leidsche Rijn ·
5: Utrecht Terwijde ·
7: Vleuten ·
12: Harmelen ·
16: Woerden ·
21: Oudewater ·
Hekendorp ·
30: Gouda Goverwelle ·
32: Gouda ·
Moordrecht ·
41: Nieuwerkerk a/d IJssel ·
44: Capelle Schollevaar ·
46: Rotterdam Alexander ·
55: Rotterdam Noord ·
60: Rotterdam Centraal
Abcoude · 
Amersfoort:
-Centraal · 
-Schothorst · 
-Vathorst · 
Baarn · 
Bilthoven · 
Breukelen · 
Bunnik · 
Den Dolder · 
Driebergen-Zeist · 
Hoevelaken · 
Hollandsche Rading ·
Houten · 
-Castellum · 
Leerdam · 
Maarn · 
Maarssen · 
Rhenen · 
Soest · 
-Zuid · Soestdijk · 
Utrecht:
-Centraal · 
-Leidsche Rijn · 
-Lunetten · 
-Maliebaan · 
-Overvecht · 
-Terwijde · 
-Vaartsche Rijn · 
-Zuilen · 
Veenendaal: 
-Centrum · 
-West · 
Vleuten · 
Woerden
Voormalige stations: zie de lijst van voormalige spoorwegstations in Utrecht